# Gerhard Stamer
Gerhard Stamer (* 1939 in Berlin) ist ein deutscher Philosoph.

## Leben
1962 war Stamer Vizeeuropameister im Judo. Von 1964 bis 1968 studierte er an der Universität Frankfurt vor allem bei Theodor W. Adorno, brach dann ein Dissertationsprojekt bei Jürgen Habermas ab. Auslandsaufenthalt in Paris 1969. Von 1971 bis 1978 war er im Schiffbau bei Blohm & Voß in Hamburg tätig, war dort auch kurzzeitig im Betriebsrat. 1984 beendete er sein Studium in Hannover bei Oskar Negt mit einer Dissertation über Erkenntniskritik und Arbeiterbewegung.
1994 gründete Stamer den gemeinnützigen Verein Reflex als Institut für praktische Philosophie in Hannover. Im Mittelpunkt steht dabei die Verbindung von Tradition und Gegenwart. Stamer entfaltete in diesem Institut ein Spektrum weitgespannter Aktivitäten von regelmäßigen Kursen über öffentliche Vorträge und Vortragsreihen, Rundfunksendungen, Kommentare in Internetforen, Publikationen und Studienreisen bis hin zu Tagungen wie dem von der Volkswagenstiftung geförderten Symposium Universalität unter pragmatischem Anspruch – die Philosophie im Bologna-Prozeß im November 2008.
Stamer hat außerdem die Stiftung Philosophie zur Zeit gegründet und war Initiator des Leibniz-Tags, der von 2006 bis 2009 jährlich zum Geburtstag von Gottfried Wilhelm Leibniz in Hannover am 1. Juli begangen wurde.
Von 2003 bis 2006 war Stamer Vizevorsitzender der Internationalen Gesellschaft für Philosophische Praxis. Er hat Lehraufträge seit 2010 an der Universität Bamberg und seit 2018 an der Fachhochschule Bielefeld.
Stamer lebt mit seiner Frau Ingrid Hentschel in Hannover.

## Werke

### Autor
- (und Eduard Bernstein) – Erkenntniskritik und Arbeiterbewegung, Univ. Diss. 1984, Hannover
- Die Kunst des Unmöglichen – oder die Politik der Befreiung, Materialis Verlag 1989, Frankfurt / Main ISBN 3-88535-106-4.
- Parmenides. Kurzer Traktat über die Ursprungserfahrung der Philosophie, Edition Dialogos, Hannover 1999, ISBN 3-9806764-0-4.
- Das Leiden an Europa. Europa im Blick deutscher Denker, LIT-Verlag, Münster 2005, ISBN 3-8258-8943-2.
- Ökonomische Globalisierung und menschliche Universalität, LIT-Verlag, Münster 2006, ISBN 3-8258-9901-2.
- Habermas – oder umbrisches Gespräch über das Elend der Verfahrensrationalität, LIT-Verlag, Münster 2007, ISBN 978-3-8258-0243-1.
- Infinitum Mobile. Philosophische Lektionen zur Gegenwart, BoD-Books on Demand 2017, ISBN 978-3-7448-9926-0.
- Ich und Welt. Zur konstitutiven Rolle der Transzendentalen Apperzeption bei Kant, Hegel und Husserl, BoD 2018, ISBN 978-3-7481-3887-7.
- Kritik des lebendigen Verstandes. Erkenntnistheoretischer Entwurf zu einer Theorie der Einheit von Geist und Leben, Königshausen & Neumann, Würzburg 2021, ISBN 978-3-8260-7452-3
- Das Seinzurückgewinnen. Was das Studium der Meta-Physik von Aristoteles erbringt, Königshausen & Neumann, Würzburg 2024, ISBN 978-3-8260-8988-6

### Herausgeber
- Greifen nach Sternen und Steinen. Zum Lernprozeß und zur Selbstreflexion der Neuen Sozialen Bewegungen (1968–1988). Materialis Verlag 1989, Frankfurt / Main ISBN 3-88535-130-7.
- Die Realität des Inneren. Der Einfluß der deutschen Mystik auf die deutsche Philosophie. Editions Rodopi B.V., Amsterdam, New York 2001, ISBN 90-420-1206-4.